# Shun (imperador chinês)
Shun (Chinês Tradicional: 舜) foi um líder legendário da China Antiga dos séculos XXIII a.C. - XXII a.C., entre os Três Augustos e os Cinco Imperadores, que com meio século de mandato foi um dos mais largos da história da China.
O código de conduta ética e moral chinês tem uma história muito antiga que data do Imperador Shun em 2255 a.C.
Muitos séculos antes dos ensinamentos de Confúcio no séc. V a.C., o Imperador Shun foi conhecido como o fundador dos valores sociais chineses na família e entre os vários membros da sociedade. Ele disse que deveria haver afeição entre pais e filhos, justiça entre o monarca e seus ministros, devoção entre marido e esposa, respeito pelos mais velhos, e confiança entre amigos.
Esses se tornaram o núcleo da cultura ética chinesa. As histórias passadas sobre o Imperador Shun contam sobre sua grande magnanimidade e sua busca por bons exemplos.
O Imperador Shun cresceu como um cidadão comum durante o reino do Imperador Yao. O Imperador Yao era um homem de grande caráter moral que valorizava a virtude. Quando o reinado de Yao se aproximava do fim, ele compreendeu que nenhum de seus nove filhos tinha virtude para herdar o trono, então, ele despachou seus ministros em busca de um homem jovem que possuísse as grandes virtudes necessárias para ser um imperador.
Depois de um tempo de busca, todos os ministros recomendaram o jovem Shun de 30 anos como o escolhido, pois ele tinha a reputação de excepcional piedade filial, respeitando e cuidando dos mais velhos.
Então, o Imperador Yao foi encontrá-lo, acompanhado de duas de suas filhas para se tornarem esposas de Shun. Yao também recomendou a seus filhos que fizessem amizade com Shun e observassem como ele se conduzia e se ele era competente e verdadeiramente virtuoso.
Com a passagem do tempo, Shun provou-se digno. No casamento, ele era honesto, generoso e tolerante. Consequentemente, as duas princesas foram esposas devotas e não menosprezaram Shun ou sua família, mesmo sendo elas mesmas da realeza.
Shun era modesto, amigável e diligente. Ele deu boas terras para outros cultivarem. Como resultado, as pessoas não disputavam umas com as outras sobre o limite das propriedades e se tornaram mais afetuosas.
Quando ia pescar, Shun não ocupava a parte do rio que abundava em peixes, e gradualmente as pessoas começaram a fazer o mesmo, deixando a melhor pesca para os outros.
O caráter de Shun influenciou profundamente as pessoas. Todos queriam ser vizinhos de Shun, e todos que viviam próximo dele sentiam-se inspirados a serem bons. Como resultado, em um ano, a área onde Shun vivia tornou-se uma vila, e no segundo ano, uma pequena cidade. No terceiro ano, a pequena cidade transformou-se numa grande cidade.
Quando Shun estava com 50 anos, o Imperador Yao pediu a Shun que servisse como imperador interino. O grande caráter e habilidade de Shun convenceram o Imperador Yao. Quando ele tinha 61 anos, ele tornou-se o imperador oficial.
O Imperador Shun reinou 39 anos, e o país estava em boa ordem. Ele reinou com compaixão, e todos o amavam e obedeciam. O Imperador Shun morreu aos 101 anos.